# Friedrich Foertsch

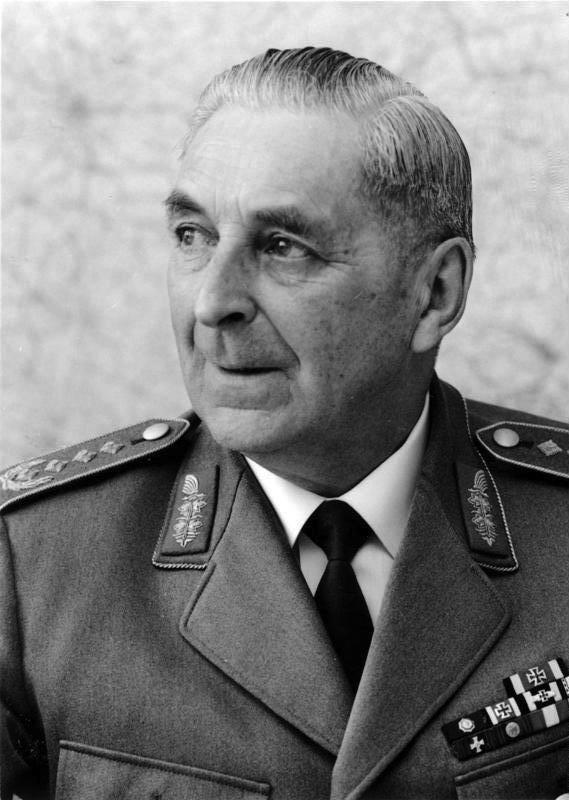
Friedrich Foertsch, ca. 1961

Friedrich Albert Foertsch (* 19. Mai 1900 in Drahnow; † 14. Dezember 1976 in Goslar) war ein deutscher Offizier, Generalleutnant der Wehrmacht, General der Bundeswehr sowie von 1961 bis 1963 der zweite Generalinspekteur der Bundeswehr.

## Leben
Friedrich Foertsch war Sohn eines Mitarbeiters der Staatlichen Verwaltung der Preußischen Ansiedlungskommission für Posen und Westpreußen. Er besuchte die Gymnasien in Hohensalza und Graudenz und legte dort im Mai 1918 die Reifeprüfung ab.
Foertsch trat am 21. Mai 1918 als Fahnenjunker in das 8. Westpreußische Infanterie-Regiment Nr. 175 in Graudenz ein und erlebte nach seiner Rekrutenausbildung im Ersten Weltkrieg noch die letzten Kämpfe des Regiments an der Schelde, nordöstlich von Lille mit.
Nach Ende des Krieges schloss er sich dem Freikorps Hindenburg an. Er wurde am 1. Januar 1921 als Fähnrich in die Reichswehr übernommen. Man setzte ihn im 17. Infanterie-Regiment der 6. Division in Braunschweig ein und beförderte ihn am 1. April 1922 zum Leutnant. Als Oberleutnant (ab 1. Februar 1927) erfolgte am 1. Oktober 1927 seine Versetzung nach Goslar sowie die Verwendung als Adjutant des III. Jäger-Bataillons seines Regiments. Vom 1. Oktober 1932 bis 14. April 1935 wurde Foertsch an der Heereskriegsakademie zum Generalstabsoffizier ausgebildet und in der Zwischenzeit am 1. April 1934 zum Hauptmann befördert. Im Anschluss folgte eine Kommandierung zum Stab der Kommandantur Königsberg, ehe er am 1. Oktober 1937 Kompaniechef im Infanterie-Regiment 81 der 15. Infanterie-Division wurde. Ein Jahr später versetzte man Foertsch als Major in den Generalstab des III. Armeekorps, in dem er als 2. Generalstabsoffizier (Quartiermeister) mit Versorgungsfragen beschäftigt war.
Foertsch galt als fleißig, verschwiegen, akribisch und analytisch begabt, daher wurde er ausschließlich in Stabsverwendungen eingesetzt.
Nach Beginn des Zweiten Weltkriegs kam er am 25. Oktober 1939 als Erster Generalstabsoffizier in den Generalstab der 60. Infanterie-Division und nahm am Frankreichfeldzug teil. Unmittelbar nach Beendigung des Feldzuges als Generalstabsoffizier für Demobilmachungsfragen beim Stellvertretenden Generalkommando III in Berlin eingesetzt, wurde er am 1. Oktober 1940 zum Gruppenleiter I beim Stab des Chefs der Heeresrüstung und Befehlshabers des Ersatzheeres ernannt. Als solcher hatte er Organisations- und Ausbildungsangelegenheiten insbesondere für die Neuaufstellungen von Divisionsverbänden und Heerestruppen zu bearbeiten.
Am 1. Juni 1942 wurde er zum Oberst befördert und als Erster Generalstabsoffizier (Ia) in den Stab der 18. Armee an die Ostfront (Heeresgruppe Nord) versetzt. Er wurde am 1. Dezember 1943 Generalstabschef der 18. Armee und am 1. Juni 1944 zum Generalmajor befördert.
Nach dem Durchbruch der Roten Armee zur Ostseeküste bei Memel war die Heeresgruppe Nord ab dem 10. Oktober 1944 im Kurland-Kessel eingeschlossen. Am 25. Januar 1945 wurde die Heeresgruppe Nord in Heeresgruppe Kurland umbenannt und Foertsch stieg im Januar 1945 zum Generalstabschef der Heeresgruppe Kurland auf. Bei Kriegsende ging er als Generalleutnant mit seinen Soldaten in sowjetische Kriegsgefangenschaft.
In den sowjetischen Kriegsverbrecher-Prozessen 1949 wurde Foertsch angeklagt, dass „die ihm unterstellten Truppen und Verbände die Städte Pskow, Nowgorod und Leningrad zerstört und historische Kunstdenkmäler in den Städten Gatschina, Peterhof, Pawlowsk und Puschkin vernichtet“ hätten. Foertsch gab zu, diese Befehle gegeben zu haben, bekannte sich aber als nicht schuldig, da er die Befehle (Artilleriebeschuss etc.) als notwendig erachtet habe, um den Krieg gegen die Sowjetunion zu führen.
Am 29. Juni 1950 verhängte ein Tribunal des NKWD gegen ihn als Kriegsverbrecher die Todesstrafe. Er erhielt jedoch eine Begnadigung zu 25 Jahren Zwangsarbeit.
Nachdem die Sowjetunion im Januar 1955 offiziell den Kriegszustand mit Deutschland beendet hatte, reiste Bundeskanzler Adenauer nach Moskau und erreichte die Freilassung der letzten deutschen Kriegsgefangenen („Heimkehr der Zehntausend“), welche sich noch in sowjetischer Gefangenschaft befanden. Unter ihnen war auch Friedrich Foertsch, der im Herbst 1955 über das Kriegsgefangenenlager 5110/48 Woikowo entlassen wurde.
Foertsch wog bei seiner Heimkehr noch 46 Kilogramm und war in der Gefangenschaft auf einem Auge erblindet. Er brauchte ein Jahr, um sich zu erholen, beschloss aber als einer der wenigen spät heimgekehrten Generäle schnell, sich der neu geschaffenen Bundeswehr anzuschließen.
Foertsch wurde vom Personalgutachterausschuss für geeignet befunden, der Bundeswehr beizutreten. Die Tatsache, dass er nie Mitglied der NSDAP gewesen war und auch im Krieg Distanz zu NS-Größen bewahrt hatte, ermöglichte ihm eine entsprechende Karriere.
Am 2. November 1956 trat Foertsch im Rang eines Generalmajors in die Bundeswehr ein und wurde Kommandierender General des im Aufbau befindlichen II. Korps in Ulm. Nach Abschluss dieses Aufbaus trat er die Verwendung an, für die er ursprünglich vorgesehen war und wurde am 5. April 1957 Kommandeur der 2. Grenadierdivision in Gießen.
In seiner Tätigkeit als Korps- und Divisionskommandeur hatte Foertsch sich als guter Partner der französischen, britischen und vor allem amerikanischen Streitkräfte bewiesen und wurde daher für eine NATO-Verwendung vorgesehen. Nach einer sechsmonatigen Vorbereitung (die auch einen Sprachkurs mit einschloss) auf diese für die Bundeswehr neue Verwendung wurde er 1958 zum Generalleutnant befördert und diente von 1. Januar 1959 bis Ende März 1961 als stellvertretender Chef des Stabes "Plans and Policy" (Planung und Grundsatzfragen) im NATO-Hauptquartier SHAPE in Paris.
Auch aufgrund dieser Tätigkeit wurde Foertsch am 1. April 1961 zum Generalinspekteur der Bundeswehr ernannt. Er folgte Adolf Heusinger nach und wurde wenig später zum General befördert.
Die Sowjetunion protestierte aufgrund seines Dienstes in der Wehrmacht und seiner Verurteilung als Kriegsverbrecher gegen seine Ernennung. Dieser Protest und die damit verbundenen Vorwürfe wurden von der Bundesregierung entschieden zurückgewiesen.
In die Amtszeit von Foertsch fielen die Kontroversen um Verteidigungsminister Franz Josef Strauß und die Diskussionen um Rolle, Größe und atomare Bewaffnung der Bundeswehr, ebenso wie die Produktion der ersten Prototypen des Kampfpanzers Leopard 1. Zum 31. Dezember 1963 wurde Friedrich Foertsch in den Ruhestand versetzt; Heinz Trettner wurde sein Nachfolger.

## Privates
Foertsch war Vater von Hartmut Foertsch, Generalmajor und der jüngere Bruder von Hermann Foertsch, General der Infanterie. Er verbrachte seinen Lebensabend in seiner alten Garnisonsstadt Goslar.

## Auszeichnungen
- Eisernes Kreuz (1914) II. Klasse
- Medaille zur Erinnerung an den 1. Oktober 1938
- Wehrmacht-Dienstauszeichnung IV. bis I. Klasse
- Spange zum Eisernen Kreuz II. Klasse
- Eisernes Kreuz (1939) I. Klasse
- Deutsches Kreuz in Gold am 10. Mai 1943[10]
- Ritterkreuz des Eisernen Kreuzes am 5. September 1944[10]
- Ärmelband Kurland
- Kommandeurkreuz des Ordens der Krone von Rumänien
- Großoffizierskreuz der französischen Ehrenlegion
- Legion of Merit
- Großkreuz des Verdienstordens der Italienischen Republik im Jahre 1965
- Großes Verdienstkreuz mit Stern und Schulterband des Verdienstordens der Bundesrepublik Deutschland